# Municipalité de Concordia (Sinaloa)
Concordia est une municipalité de l’État de Sinaloa, au Mexique.

## Géographie

### Localisation
La municipalité de Concordia est située entre les parallèles 23° 04° et 23° 47° de latitude nord, et les méridiens 105° 41° et 106° 15° de longitude ouest. L'altitude de son territoire varie entre 100 m et 2300 m. Elle a pour voisins, au nord l'État de Durango et la Municipalité de Mazatlán, au avec la Municipalité de El Rosario, à l'est avec la municipalité Pueblo Nuevo danx l'État de Durango et la municipalité d'El Rosario, et à l'ouest avec la Municipalité de Mazatlán.

### Organisation Administrative
La municipalité de Condordia comprend 8 arrondissements :
1. Agua Caliente de Gárate
2. El Verde
3. Mesillas
4. Zavala
5. Tepuxta
6. Copala
7. Pánuco
8. Santa Lucía

Qui sont gérés en s'appuyant sur 28 Commissariats municipaux :
1. Las Iguanas
2. El Huajote
3. La Pastoría
4. La Concepción
5. El Magistral
6. San Juan De Jacobo
7. La Meza Del Carrizal
8. San Lorenzo
9. Chupaderos
10. La Guásima
11. Los Naranjos
12. La Embocada
13. Chirimoyos
14. La Petaca
15. El Palmito
16. El Coco
17. Palmillas
18. Potrerillos
19. Las Guacamayas
20. Malpica
21. Santa Catarina
22. Aguacaliente De Jacobo
23. Los Cerritos
24. Los Ciruelos
25. El Cuatantal
26. Palos Blancos
27. El Pueblito
28. El Habal De Copala

## Sources
(es) « Sindicaturas y Comisarias del Municipio de Concordia, Sin. Periodo 2017 – 2018 », Municipio de Concordia,‎ 1er janvier 2017 (lire en ligne [PDF]).